# Racisme in Azië
Racisme in Azië geeft een beeld van racisme in verschillende landen in Azië.

## Japan
De Koreaanse en Chinese minderheden worden volgens een VN-rapport uit 2005 op grote schaal gediscrimineerd. Tot 1980 werd aan Koreanen die het Japanse staatsburgerschap wilden verwerven de eis gesteld dat zij een Japanse naam aannamen.

## Indonesië
In Indonesië zijn in 1959 en 1966 wetten aangenomen die de rechten van de Chinese minderheid beperkten. De Peraturan Pemerintah 10/1959 leidde tot onteigening van hun bedrijven en gedwongen verhuizingen. De 127/U/Kep/12/1966 verplichtte etnische Chinezen om Chinees-Indonesische achternamen aan te nemen. De machtswisseling van 1998 waarin Soeharto tot aftreden werd gedwongen, ging gepaard met grootschalig geweld jegens etnische Chinezen.

## Filipijnen
De Filipijnen kennen eveneens een aanzienlijke Chinese minderheid. Een nog groter deel van de bevolking (wellicht 10%) is van gemengd Chinese afkomst. Veel Chinese Filipino's zijn zeer succesvol, zoals de miljardair Henry Sy, en de politiek actieve families Aquino en Marcos. Dit leidt echter tot een sinofobie die kenmerken met het Europees antisemitisme deelt en gebaseerd is op economische vooroordelen en afgunst. Hoewel in 1603 en 1639 anti-Chinese pogroms hebben plaatsgevonden en Chinezen in aparte wijken moesten wonen, zijn grootschalige incidenten na de onafhankelijkheid niet voorgekomen. Sinofobie manifesteert zich in de Filipijnen met name in gescheld op straat en internet, anti-Chinese opmerkingen van prominenten, en een enkele keer fysiek geweld tegen Chinezen.

## Sri Lanka
In Sri Lanka woedde van 1983 tot 2009 een burgeroorlog tussen Tamils en Singalezen, waarbij ruim 70.000 mensen om het leven zijn gekomen.

## India
Bewoners van Noordoost-India worden soms om hun Oost-Aziatische uiterlijk gediscrimineerd.

## China
De economische groei van China trekt Afrikaanse immigranten aan, die vooral in de grote zuidelijke steden neerstrijken. Vooral in Guangzhou bestaat een grote Afrikaanse gemeenschap die in de volksmond wel als 'chocolate city' wordt aangeduid. Zwarten worden aangeduid als 'hei gui' (zwarte duivels), en sommige kroeg-, restaurant- en winkeleigenaars weigeren hen te bedienen. In China (evenals in veel andere Aziatische en Latijns-Amerikaanse landen) is een blanke huid een gewild schoonheidsideaal, en huidcrèmes met bleekmiddel vinden gretig aftrek.